# Okomiti hitac
Okomiti hitac ili vertikalni hitac je gibanje materijalne točke koja je izbačena u polju sile teže okomito prema gore ili prema dolje.
Hitac je izbačaj tijela u prostor i složeno gibanje koje nastane kada na izbačeno tijelo djeluje sila teža. Ovisno o smjeru vektora početne brzine prema sili teži, hitac može biti horizontalni ili vodoravni (gibanje materijalne točke koja je izbačena vodoravno u polju sile teže), okomiti ili vertikalni (gibanje materijalne točke koja je izbačena u polju sile teže okmito prema gore ili prema dolje) i kosi (gibanje materijalne točke koja je izbačena u polju sile teže pod kutom različitim od pravog kuta prema vodoravnoj ravnini). Ako je otpor zraka zanemariv, putanja gibanja je parabola.

## Okomiti hitac uvis
Izbacimo li neko tijelo okomito uvis početnom brzinom v0, njegova će se brzina smanjivati u svakoj sekundi za g ≈ 9,81 m/s2 (ubrzanje zemljine sile teže) zbog djelovanja sile teže, pa će se tijelo gibati jednoliko usporeno. Prema tome, brzina se računa po izrazu:
{\displaystyle v=v_{0}-g\cdot t}
a prijeđeni put će biti:
{\displaystyle s=v_{0}\cdot t-{\frac {g}{2}}\cdot t^{2}}
U najvišoj točki do koje se tijelo popne konačna brzina je v = 0. Zato vrijeme penjanja t možemo izračunati ako u izraz za brzinu stavimo za konačnu brzinu v = 0:
{\displaystyle 0=v_{0}-g\cdot t}
pa sređivanjem dobivamo:
{\displaystyle t={\frac {v_{0}}{g}}}
Visinu okomitog hitca uvis s = h dobit ćemo tako da u izraz za put uvrstimo vrijeme penjanja:
{\displaystyle h=v_{0}\cdot {\frac {v_{0}}{g}}-{\frac {g}{2}}\cdot {\frac {v_{0}^{2}}{g^{2}}}}
{\displaystyle h={\frac {v_{0}^{2}}{2\cdot g}}}
Kad tijelo stigne u najvišu točku, brzina mu je jednaka nuli, i zatim počinje slobodno padati. Put koji tijelo prevali slobodnim padom dobiva se iz jednadžbe za slobodni pad:
{\displaystyle {t^{2}}={\frac {2\cdot h}{g}}=>t={\sqrt {\frac {2\cdot h}{g}}}=>h={\frac {g\cdot t^{2}}{2}}={\frac {v\cdot t}{2}}}
pa dobivamo:
{\displaystyle h={\frac {v^{2}}{2\cdot g}}}
Budući da je visina okomitog hica uvis jednaka putu slobodnog pada:
{\displaystyle {\frac {v_{0}^{2}}{2\cdot g}}={\frac {v^{2}}{2\cdot g}}}
izlazi da je:
{\displaystyle v_{0}=-v}
ili drugim riječima, tijelo padne na zemlju brzinom kojom je izbačeno okomito uvis, ali suprotnog smjera.

### Okomiti hitac prema dolje
Bacimo li neko tijelo s početnom brzinom v0 okomiti prema dolje, ono će se gibati jednoliko ubrzano zbog djelovanja sile teže, pa je prema tome brzina:
{\displaystyle v=v_{0}+g\cdot t}
a prijeđeni put će biti:
{\displaystyle s=v_{0}\cdot t+{\frac {g}{2}}\cdot t^{2}}

## Vektorski opis
Vertikalni hitac se može opisati istim jednadžbama bez obzira na to bacimo li tijelo vertikalno uvis ili prema dolje nekom početnom brzinom. No, u tu svrhu potrebno je koristiti vektorski opis, u kojemu se umjesto prijeđenog puta prikazuje položaj tijela, tipično na vertikalnoj koordinantnoj osi "y" usmjerenoj uvis. U takvom opisu, vertikalni hitac je jednoliko ubrzano gibanje po vertikalnom pravcu zato što (nakon izbacivanja) tijelo ima stalno vertikalno ubrzanje prema dolje, ubrzanje slobodnog pada {\displaystyle \scriptstyle {\vec {g}}}. To ubrzanje prikazujemo njegovom skalarnom komponentom {\displaystyle \scriptstyle a_{y}=-g} na osi "y". Slično, i brzinu prikazujemo skalarnom komponentom {\displaystyle \scriptstyle v_{y}} koja je pozitivna za gibanje uvis, a negativna za gibanje prema dolje. 
Jednadžbe gibanja imanju oblik:
{\displaystyle v_{y}=-gt+v_{0y}}
{\displaystyle y=-{g \over 2}t^{2}+v_{0y}t+y_{0}}
Tu je {\displaystyle \scriptstyle y_{0}} položaj koji tijelo prolazi u trenutku {\displaystyle \scriptstyle t=0} i često se odabire da bude nula ako odatle bacamo tijelo (pa tu ima početnu brzinu {\displaystyle \scriptstyle v_{0}}).

## Poveznice
- Kosi hitac
- Vodoravni hitac